# Ignațiu Szepessy
Ignațiu Szepessy (n. 13 august 1780, Eger, Heves, Ungaria – d. 16 iulie 1838, Pécs, Ungaria) a fost episcop al Diecezei de Alba Iulia în perioada 1819-1827 și al Diecezei de Pécs în perioada 1828-1838.
Lui i se datorează transferul unui teren către comunitatea evreiască din Alba Iulia, pe care a fost construită ulterior Sinagoga din Alba Iulia.